# Birkkarspitze
Birkkarspitze är ett berg i Tyrolen, Österrike, i centrala delen av bergsområdet Karwendel. Med 2 749 meter över havet är Birkkarspitze den högsta toppen i Karwendelområdet.
Berget bestegs för första gången den 6 juli 1870 av Hermann von Barth. Under samma vandring nådde han de tre topparna av Oedkarspitze samt ytterligare två toppar.